# Schöngleina
Schöngleina là một đô thị thuộc huyện Saale-Holzland, trong bang Thüringen, Đức. Đô thị Schöngleina có diện tích 6,77 km².